# Medlingen
Medlingen – miejscowość i gmina w Niemczech, w kraju związkowym Bawaria, w rejencji Szwabia, w regionie Augsburg, w powiecie Dillingen an der Donau, wchodzi w skład wspólnoty administracyjnej Gundelfingen an der Donau. Leży na obrzeżach Jury Szwabskiej, około 12 km na południowy zachód od Dillingen an der Donau.

## Polityka
Wójtem gminy jest Stefan Taglang, rada gminy składa się z 8 osób.
|      | UWV | FWV Untermedlingen | BL | Razem |
| 2008 | 4   | 2                  | 2  | 8     |
| 2002 | 4   | 2                  | 2  | 8     |